# Consoles de jeux vidéo de cinquième génération
L'histoire des consoles de jeux vidéo de cinquième génération représente l'ère des consoles 32 et 64 bits. Le marché est dominé par trois consoles, la PlayStation, la Saturn et la Nintendo 64. C'est la PlayStation qui a le plus de succès. La 3DO et la Jaguar font également partie de cette ère mais leur marketing est faible et elles ne retiennent pas l'attention. Deux nouvelles versions de la Game Boy apparaissent, la Game Boy Color et la Game Boy Light (cette dernière ne sort qu'au Japon). Cette génération commence en 1992 et se termine en 2006.
Le classement des consoles par le nombre de bits lus par leur processeur est peu à peu laissé de côté. Ce nombre de bits était utilisé par les fabricants comme une démonstration de puissance; pourtant les gains de performance sont faibles entre les systèmes 32 et 64 bits - les performances dépendent plus d'autres facteurs, tels que la vitesse du processeur, la bande passante et la taille de la mémoire vive.
La cinquième génération de consoles voit l'apparition de l'émulation. Un des tout premiers projets de traduction par des fans est Final Fantasy V qui sort à cette époque. Cette traduction illégale est considérée comme un des catalyseurs qui lance la popularité du jeu aux États-Unis d'Amérique. Grâce à elle, ou à cause d'elle, des ROMs de NES et de Super NES circulent sur Internet, elles sont encore plus faciles à trouver quelques années plus tard.

## Transition vers la 3D
Cette ère se démarque par l'apparition de jeux intégralement en 3D avec de nouveaux types de gameplay. Alors que certains jeux sur supports 16 bits avaient déjà utilisé des environnements en 3D, les nouvelles capacités des consoles permettent d’approfondir les choses et les jeux en 2D deviennent moins nombreux mais plus esthétiques également. Le lancement de la PlayStation, avec Tomb Raider et Ridge Racer, est un bon témoignage de l'époque : le marketing de Sony la présente comme l'une des premières consoles entièrement axées 3D. Sega, pour sa part, propose une console plus polyvalente, avec de très bon jeux 3D mais aussi de bonnes capacités pour les jeux en 2D. La PlayStation attire l'attention de l'industrie du jeu vidéo et provoque le délaissement des jeux à scrolling sauf sur la Sega Saturn qui reste une console de pointe dans ce domaine et dont de nombreux développeurs (SNK, Capcom, Treasure...) ont prouvé les capacités.

## Vibration
La vibration est apparue pour la première fois sur console en 1997 avec le Rumble Pak de la Nintendo 64. La PlayStation l'intègre directement dans la manette DualShock la même année sans avoir besoin d'une extension.

## CD-ROM contre cartouche
Malgré la généralisation des jeux sur CD-ROM, Nintendo prend la décision de baser la Nintendo 64 sur des cartouches comme ses prédécesseurs. L'argument officiel est le temps de chargement inexistant sur cartouche. Ce support a également un effet financier bénéfique immédiat pour Nintendo, qui fait payer le lancement des jeux des développeurs tiers plus cher, puisque les cartouches coûtent plus cher que les CD-ROM. Cependant, presque toutes les autres consoles de l'époque — à l'exception notable de l'Atari Jaguar — commencent à utiliser le CD-ROM et de nombreux développeurs commencent à préférer la PlayStation, favorisée par un coût de lancement des jeux beaucoup moins élevé. Cela lance un nouveau débat entre les joueurs pour décider quel support est le meilleur. Ce conflit est alimenté par les déclarations des compagnies elles-mêmes ; une publicité de Nintendo montre une navette spatiale représentant une cartouche, et un serpent représentant un CD-ROM, sous lesquels est proposé au lecteur : « Choisissez le meilleur ».
Ce débat cause un climat néfaste lors de la sortie de Final Fantasy VII. Les six prédécesseurs de la série sont sortis sur des consoles de Nintendo, mais Square Co. (le développeur) décide de porter cet épisode sur la PlayStation. En réponse, le président du marketing de Nintendo déclare que Nintendo n'a pas besoin de Square, car ses jeux sont ennuyeux, démodés, lents et les joueurs n'en veulent plus. Cet incident montre une rupture avec le système des cartouches, largement médiatisé, ce qui causa une publicité très négative pour Nintendo.

## Des jeux remarqués
- Super Mario 64 est le premier jeu sorti sur Nintendo 64, qui révolutionne les jeux en 3D [2]. Il contribue à prouver que des contrôleurs analogiques sont presque indispensables pour les jeux en 3D, à l'opposé du D-pad.
- The Legend of Zelda: Ocarina of Time est considéré par beaucoup comme l'un des meilleurs jeux de tous les temps. Il transfère tous les mécanismes des précédents Zelda 2D, en un environnement complètement en 3D. Deux vues sont disponibles, la vision objective et la vision subjective. Des quêtes annexes apparaissent, telles que la pêche et la course de chevaux. Il est également le premier jeu à avoir obtenu la note de 40/40 par le célèbre magazine nippon Famitsu.
- The Legend of Zelda: Majora's Mask se passe tout juste après Ocarina of Time. Le jeu a besoin de l'Expansion Pak pour pouvoir fonctionner.
- GoldenEye 007 (sur Nintendo 64) popularise les jeux de tir à la première personne sur consoles. Il combine furtivité et massacre avec des animations et des mouvements pionniers. Son mode multijoueur est très apprécié.
- Pokémon est le jeu de Nintendo qui se vend le mieux. Il crée un phénomène de mode culturel parmi les enfants qui achètent un énorme montant d'accessoires comme des cartes, des jouets, etc.
- Doom est un succès énorme, popularisant un nouveau genre: le jeu de tir à la première personne.
- Final Fantasy VII (PlayStation) est le premier jeu de la série à utiliser des cinématiques, il ouvre le marché européen aux jeux de rôle japonais. Il montre la convergence des films et des médias interactifs, et met la barre haut pour ses concurrents.
- Gran Turismo brise la tradition des jeux de course de style arcade, en offrant une simulation réaliste avec des modèles physiques et une pléthore de véhicules célèbres. C'est le jeu le plus vendu sur PlayStation.
- Tomb Raider met en scène une aventurière sexy du style d'Indiana Jones qui deviendra célèbre par la suite, Lara Croft[1].
- Metal Gear Solid sort à la fin de l'année 1998. Il reçoit des acclamations pour son scénario, ses dialogues parlés, ainsi que ses cinématiques et devient un best-seller.
- Dragon Quest VII est le jeu qui se vend le mieux sur PlayStation au Japon.
- Resident Evil fait connaitre au grand public le genre du survival horror[1].
- Certains joueurs achètent la Saturn uniquement pour jouer à Nights into Dreams développé par l'équipe de Sonic. Son gameplay innove complètement, il demande même une manette de jeu spéciale.
- Panzer Dragoon Saga est un jeu de rôle culte de la Saturn. Sorti dans l'oubli fin 1998, il est quelques années plus tard, le jeu le plus recherché sur Saturn avec une cote de près de 150 euros.

## Comparaisons
|                       | 3DO Interactive Multiplayer | Amiga CD32                                                                        | Jaguar | Saturn | PlayStation | Nintendo 64 |
| --------------------- | --- | --------------------------------------------------------------------------------- | --- | --- | --- | --- |
| Console               | |                                                                                   | | | | |
| Prix au lancement     | 699,95 $ | 2 490 francs (399 $)                                                              | 249,99 $ | 3 300 francs (ou 399,99 $) | 2 000 francs (ou 299,00 $) | 1 000 francs (ou 199,99 $) |
| Dates d'annonce       | 1991 | 16 juillet 1993                                                                   | 1990 | 1994 | Mai 1991 | 23 août 1993 |
| Dates de sorties      | AN : 18 mai 1993 | USA/EUR : Septembre 1993 CAN : 1994                                               | USA : 18 novembre 1993 | JAP : 22 novembre 1994 CAN : 27 avril 1995 USA : 11 mai 1995 EUR : 8 juillet 1995 | JAP : 3 décembre 1994 USA : 1er septembre 1995 EUR : 29 septembre 1995 | JAP : 23 juin 1996 USA : 29 septembre 1996 EUR : 1er mars 1997 FRA : 1er septembre 1997 |
| Fin de production     | 1996 | 1995                                                                              | 1996 | Décembre 2000 | Mars 2006 | Novembre 2003 |
| Jeu le plus vendu     | – | Simon the Sorcerer                                                                | Alien vs. Predator | Virtua Fighter 2 | Gran Turismo | Super Mario 64 |
| Résolution de l'image | 16M de couleurs - 320×240 | 16M de couleurs - 320 x 256 - 640*512 - 1280x512                                  | 16M de couleurs - 720 × 526 | 16M de couleurs - 320×240 - 640×240 - 720×576 | 16M de couleurs - 256×224 - 640×480 | 16M de couleurs - 256×224 - 320×240 - 640×480 |
| Media                 | CD-ROM | CD-ROM                                                                            | Cartouche et CD-ROM | CD-ROM et Vidéo CD | CD-ROM | Cartouche et disque magnétique (en option) |
| Accessoires           | - Carte MPEG (Panasonic FZ-FV1A, Goldstar Digital Video Module) - Souris (Panasonic FZ-JM1) - Unité mémoire (Panasonic FZ-EM256) - Lightgun (60hz) - Flightstick Pro | - Manette digitale - Souris - Clavier - Lecteur de disquette - Carte MPEG - Modem | - Atari Jaguar CD (lecteur CD-Rom) - Team Tap (adaptateur jusqu'à 8 joueurs) - JagLink - permet de relier 2 consoles en réseau - CatBox - permet de relier jusqu'à 8 consoles en réseau - Carte MPEG (uniquement pour le Jaguar CD) | - Manette analogique - 3D Control Pad - Lightguns - Multitap (jusqu'à 10 joueurs) - Sega NetLink - modem et clavier - Lecteur 1.44 Mo 3.5" - DirectLink - Carte MPEG - Cartouche d'extension RAM | - Manette analogique - Dual Analog Controller - DualShock - Carte mémoire - Multitap (jusqu'à 8 joueurs) - PocketStation - JogCon - NeGcon - Flightstick - Canne à pêche | - Controller Pak (carte mémoire) - Expansion Pak - Rumble Pak - Transfer Pak - Nintendo 64DD - Microphone - Canne à pêche (uniquement au Japon)                                                                                      |
| Processeur central    | 12,5 MHz RISC ARM60 | 14,32 MHz Motorola 68EC020                                                        | - 25,59 MHz 64-bits Risc « Tom » - 26,6 MHz Risc « Jerry » - 13,295 MHz 16-32 bits « Motorola 68000 » | - 2x 28,7 MHz Hitachi SH-2 - 11,3 MHz Motorola 68000 | 33,868 8 MHz architecture MIPS R3000A compatible (R3051) | Voir aussi : Spécifications techniques de la Nintendo 64 - 93,75 MHz 64-bits "Reality Engine" NEC/MIPS VR4300, dérivé du processeur RISC R4300i - 62,5 MHz 64-bits Coprocesseur Reality (RCP)                                        |
| Processeur graphique  | - GPU : cadencé à 25 MHz - gestions de certains effets 3D - RAM vidéo : 1 Mio                                                                                        | - chipset AGA + Akiko                                                             | - « Tom » (contient 2 processeurs vidéo), 25,59 MHz - Processeur graphique (GPU) – 32-bit architecture RISC, 4 kio de cache interne, avec un jeu d'instructions riche C'est le processeur principal de la console. - Processeur objet 64 bits – processeur vidéo programmable - Blitter 64 bits – opérations logiques à haute vitesse, tampon de profondeur et ombrage Gouraud - Contrôleur mémoire 64 bits DRAM | - VDP 1 et VDP 2, 32 bits, pour l'affichage vidéo - Mémoire vidéo : 1,54 Mo - Tampon Graphique : 2×256Ko de frame buffer et 512 ko de cache texture. - 200 000 polygones texturés par seconde jusqu'à 300 000 polygones texturés par seconde - 500 000 polygones ombrés face pleine par seconde jusqu'à 750 000 polygones ombrés face pleine par seconde | - puissance de calcul de 66 MIPS ; - 180 000 polygones texturés et éclairés par seconde. - 360 000 polygones bruts par seconde ; - frame buffer ajustable ; - tables illimitées de consultation de couleur ; - maximum de 4000 sprites 8×8 pixels avec échelle et rotation individuelle ; - émulation de fonds simultanés (pour le défilement) ; - ombrage plat ou Gouraud, et texture-mapping. | - "Reality Drawing Processor" (RDP), cadencé à 62,5 MHz - MIPS : 500 - Polygones par seconde : 150 000 - Effets graphiques : anti-aliasing, perspective correction, ombrage de Gouraud, MIP mapping trilinéaire, environment mapping |
| Mémoire               | Mémoire principale : 2 Mo RAM Vidéo 1 Mo | Mémoire principale : 2 Mo                                                         | Mémoire principale : 2 Mo | Mémoire principale : 2 Mo; RAM Vidéo 1,54 Mo | Mémoire principale : 2 Mo; RAM Vidéo 1 Mo | Mémoire principale : 4 Mo RDRAM 400 MHz (+ 8 Mo 400 MHz; avec l’Expansion Pak) |
| Connectivité          | Non | oui                                                                               | Non | Sega Net Link | Non | 64DD : jeux en ligne, consultation d'email, navigation sur internet |
| Ventes                | 1,2 million | 100 000                                                                           | 250 000 | 18,97 millions | 104,25 millions | 32,93 millions |